# تجمع حدبه الغصن (تريم)

تعديل مصدري - تعديل

تجمع حدبه الغصن هي إحدى قرى عزلة تريم بمديرية تريم التابعة لمحافظة حضرموت، بلغ تعداد سكانها 24 نسمة حسب تعداد اليمن لعام 2004.